# Gudrun Theuerkauff
Gudrun Vorbrich-Theuerkauff (Stettino, 8 aprile 1937) è un'ex schermitrice tedesca, vincitrice di una medaglia di bronzo nella scherma ai giochi olimpici.
È la moglie di Jürgen Theuerkauff.